# 2546 Лібітіна
2546 Лібітіна (2546 Libitina) — астероїд головного поясу, відкритий 23 березня 1950 року.
Тіссеранів параметр щодо Юпітера — 3,365.